# Усадьба Вяземских — Долгоруковых
Уса́дьба Вя́земских — Долгору́ковых — бывшая городская усадьба князей Вяземских-Долгоруковых, построенная в 1720-х годах на основе каменных палат XVII века. После революции 1917-го усадьбу национализировали, а в главном здании открыли Институт марксизма-ленинизма. В 1925—1926 годах к зданию были пристроены два крыла в стиле классицизм по проекту архитектора Сергея Грузенберга. С 1962 по 1992 год в доме располагался Музей Карла Маркса и Фридриха Энгельса.
В 2002 году усадьба была передана Пушкинскому музею. По состоянию на 2018-й в помещениях проводится масштабная реконструкция в рамках проекта музейного городка. По окончании работ в здании планируется открыть Галереи старых мастеров с полотнами Тициана, Рубенса, Рембрандта, Мурильо, Буше и других.

## История

### Усадьба в XVII—XIX веках

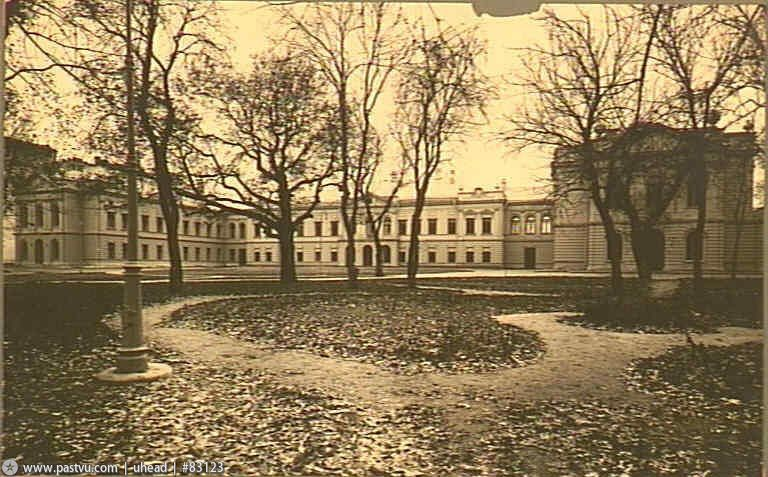
Фотография усадьбы начала XX века

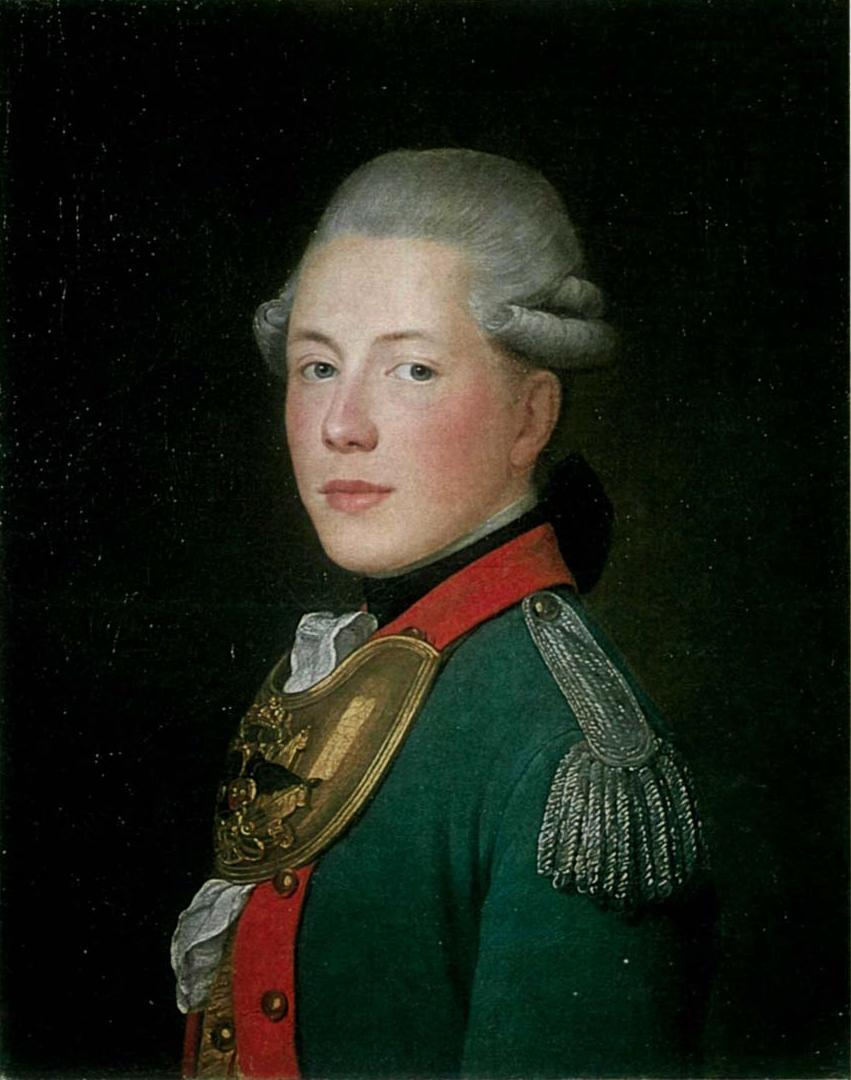
Портрет Андрея Вяземского, 1774 год

В начале XVII века участок у Колымажного двора приобрела дворянская семья Толочановых. По предположению историков, каменные палаты на территории были возведены окольничьим Семёном Толочановым, его сын Василий владел двором на Арбате — на сегодняшний день там расположен музей-квартира Александра Пушкина. В 1711 году дом перешёл во владение губернатору Москвы Сергею Голицыну, получившему участок как приданое от жены Анастасии Толочановой. При Голицыне на основе каменных палат был построен дом в стиле классицизм, как и другая гражданская архитектура начала XVIII века.
Когда задний и торцевой фасады были расчищены от штукатурки, я была поражена, насколько наличники парадного этажа оказались близки стоящим неподалеку, в начале Остоженки, Красным палатам. Их декор, обнаруженный в 1972 году, имеет уникальные элементы, например, слегка несоразмерные «подвески» в нижней части наличников, составленные из кирпичных треугольников и полукругов. Здесь мы нашли точно такие же — деталь настолько узнаваемая, что можно не сомневаться в участии одних и тех же мастеров. Похоже, что мы и лестницу в несохранившийся деревянный этаж нашли, подобную той, что есть в Красных палатах.Архитектор Татьяна Беляева
В 1790 году участок в районе Малого Знаменского переулка общей площадью 2913,25 м² был приобретён князем Андреем Вяземским. На тот момент на территории находились двухэтажный каменный дом, хозяйственные постройки и сад. При Вяземском в доме бывали писатели Николай Карамзин, Юрий Нелединский-Мелецкий, Иван Дмитриев, Василий Пушкин. В 1804-м Карамзин женился на Екатерине Колывановой — внебрачной дочери князя Вяземского — и переехал в первые комнаты нижнего этажа усадьбы.
Вскоре потом в то же царствование императора Павла был он вовсе уволен от службы; ему было тогда около 50 лет. Последние годы жизни своей, совершенно свободные от служебных и даже светских обязанностей (потому что он мало выезжал из дому, и то единственно по утрам для прогулки и навещания родственников и ближайших друзей), провел он в Москве в собственном доме, у Колымажнаго двора. По тогдашним понятиям и размерам, дом был довольно большой, с очень большим двором и садом. Он жил открыто, но не по тогдашнему обычаю, т.е. не давал ни праздников, ни больших обедов, а принимал гостей ежедневно, по вечерам, за исключением трех или четырех летних месяцев, которые проводил в своей подмосковной, селе Остафьеве. Большую часть дня просиживал он за книгою у камина в больших, обитых зеленым сафьяном креслах, которые мне еще памятны и знакомы были почти всей Москве.Воспоминания сына Петра Вяземского
За два месяца до пожара 1812 года Вяземские продали усадьбу генералу Ивану Тутолмину. К моменту, когда французская армия покинула Москву, на территории уцелели главный дом и три флигеля, два из которых были жилыми.

В 1827 году усадьба перешла к И. Г. Покровскому, а спустя семь лет — к статскому советнику А. В. Абаза. В 1843-м участок выкупил штабс-капитан Афанасий Столыпин. В 1875—1876 годах владелицей стала княгиня Н. В. Долгорукова, при которой вокруг главного корпуса была построена каменная ограда, а также лестничный переход, соединяющий усадьбу с двухэтажным корпусом в Большом Знаменском переулке. В 1896—1898 годах на первом этаже дома снимал квартиру художник Валентин Серов. Его дочь Надежда вспоминала: 
При доме был огромный двор и большой чудесный сад. Там, где теперь Музей изящных искусств имени Пушкина, находился плац, на котором проезжали верховых лошадей, и мы детьми залезали на деревья и часами наблюдали это зрелище.

### Усадьба в XX веке

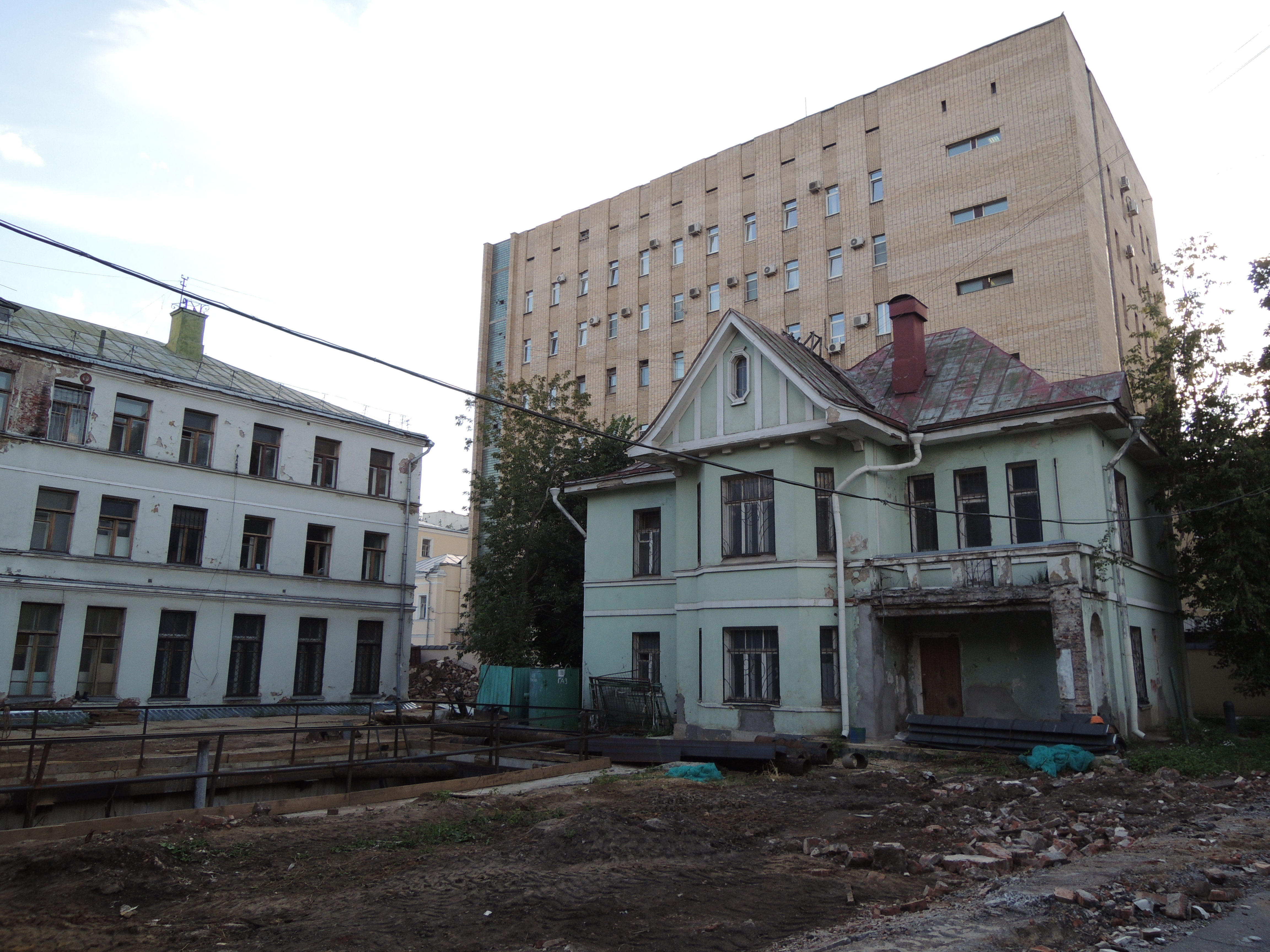
Копия дома Энгельса во дворе усадьбы, 2013 год

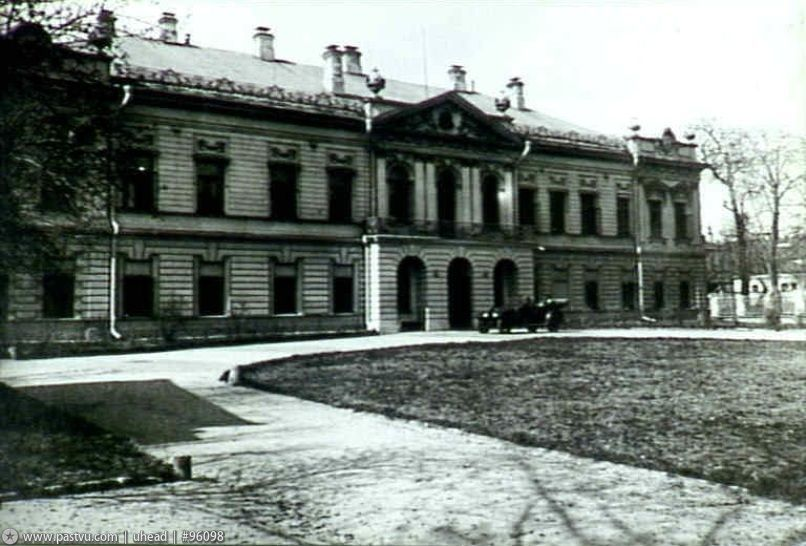
Усадьба в начале 1920-х годов, до пристройки боковых крыльев.

В начале XX века усадьбой владели князья Пётр и Павел Долгоруковы. Братья основали Конституционно-демократическую партию, учредительный съезд которой состоялся в усадьбе с 12 по 18 октября 1905 года.
После революции 1917 года усадьба и прилегающие к ней хозяйственные постройки были национализированы. В первое время здесь размещалось Управление личного состава флота, а две сводчатые комнаты нижнего этажа занимала семья поэтессы Ларисы Рейснер. Её муж Фёдор Раскольников был командующим морскими силами Революционного военного совета.
В 1921-м здания были переданы в аренду Институту марксизма-ленинизма, их перепланировали под нужды учреждения, в процессе работ уничтожили часть отделки — сохранились только своды древних палат на первом этаже. В 1925—1926 годах к зданию пристроили два крыла в стиле классицизм по проекту архитектора С. Н. Грузенберга и инженера Мордовина. Для оформления фасадов были использованы декоративные элементы главного здания. Во дворе возвели копию манчестерского дома Фридриха Энгельса.
В 1962 году на базе собранных в институте материалов открылся Музей Карла Маркса и Фридриха Энгельса. Предметы для экспозиции покупались в антикварных магазинах и на аукционах Германии, Англии, Франции, а также передавались в дар от ветеранов социалистического и рабочего движений. Институт марксизма-ленинизма при ЦК КПСС ликвидировали в 1992-м, с ним закрылся и подведомственный музей, фонды передали в Российский центр хранения и изучения документов новейшей истории.
В 1993 году усадьба была передана Российскому дворянскому собранию, заключившему арендный договор с Госкомимуществом России на 49 лет. Спустя несколько лет представители Минимущества заявили о нарушении Дворянским обществом условий договора: в здании не проводилось капитального ремонта, перепланировки не были согласованы, а внешний облик здания нарушился. В 1999-м правительство передало усадьбу во владение Пушкинскому музею. Минимущество выдвинуло иск о досрочном выселении Дворянского собрания, и к 2002 году усадьба была полностью передана музею.

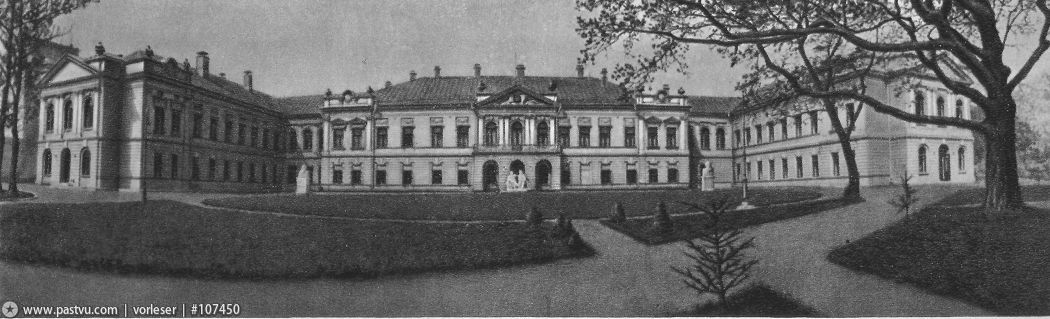
Фотография усадьбы в 1930 годы

### Современность
В 2012 году до официального утверждения плана музейного городка началась вырубка деревьев паркового ансамбля усадьбы, что вызвало негативную реакцию общественности, поскольку среди деревьев мог оказаться и двухсотлетний дуб, который был посажен в начале XVIII века при жизни Голицыных. Общественная организация «Архнадзор» взяла вопрос под защиту.
В 2017 году был утверждён финальный проект музейного городка. Вокруг усадьбы планируется разбить городской сад площадью 8000 м², а в самой усадьбе создать Галерею старых мастеров, в которую перенесут полотна Тициана, Рубенса, Рембрандта, Мурильо, Буше. Реставрация главного здания началась в 2014-м. Проект подразумевает строительство досугового центра рядом с главным зданием, а под ним — четыре подземных этажа и галерею, связывающую с Пушкинским музеем. Также под главным корпусом планируется создать 18-метровое углубление для обустройства четырёх подземных этажей, в том числе и переход, соединяющий усадьбу с главным зданием Пушкинского музея. Над проектом общественных интерьеров здания работает Александр Бродский.